# Пехота, Владимир Юльевич
Владимир Юльевич Пехота (род. 20 июня 1939 года, Харьков, Украинская ССР, СССР) — советский политический деятель. Депутат Верховного Совета УССР 11-го созыва. Народный депутат Украины 2-го, 4-го и 5-го созывов.
Член КПСС с 1965 года. Член Партии регионов (с ноября 2000); заместитель председателя Политисполкома Партии регионов (с апреля 2003).

## Образование
Львовский политехнический институт (1966), инженер-механик; Академия общественных наук при ЦК КПСС, экономическое отделение (1985), экономист.

## Карьера
Сентябрь 2007 — кандидат в народные депутаты Украины от Партии регионов, № 255 в списке. На время выборов: народный депутат Украины, член ПР.
Народный депутат Украины 5-го созыва с мая 2006 до ноября 2007 от Партии регионов, № 130 в списке. На время выборов: народный депутат Украины, член ПР. Член фракции Партии регионов (с мая 2006). Председатель подкомитета доходов бюджета Комитета по вопросам бюджета (с июля 2006).
Народный депутат Украины 4-го созыва с мая 2002 до мая 2006 от Блока «За единую Украину!», № 39 в списке. На время выборов: заместитель председателя Партии регионов — руководитель центрального аппарата Партии регионов, член ПР. Член фракции «Единая Украина» (май — июнь 2002), член группы «Европейский выбор» (июнь 2002 — ноябрь 2003, руководитель с сентября 2002), уполномоченный представитель фракции «Регионы Украины» (ноябрь 2003 — сентябрь 2005), уполномоченный представитель фракции Партии регионов «Регионы Украины» (с сентября 2005). Член Комитета по вопросам бюджета (с июня 2002).
Народный депутат Украины 2-го созыва с ноября 1994 (1-й тур) до мая 1998, Московский избирательном округ № 374, Харьковская область, выдвинут трудовым коллективом. Член МДГ. Председатель подкомитета формирования государственных инвестиций и анализа эффективности их использования Комитета по вопросам бюджета.
1959-1961 — слесарь-инструментальщик, старший техник-конструктор Харьковского электромеханического завода.
1961-1962 — старший механик Института машиноведения и автоматики АНУ, м. Львов.
С 1962 — инженер-конструктор, начальник экспериментально-механического участка, начальник конструкторского бюро, 1968-1970 — секретарь парткома Львовского химико-фармацевтического завода.
1970-1973 — 2-й секретарь Ленинского райкома КПУ г. Львова.
20 февраля 1973- декабрь 1980 — 2-й секретарь Львовского горкома КПУ.
3 декабря 1980-1988 — председатель исполнительного комитета Львовского городского совета народных депутатов.
С ноября 1988 — управляющий делами Совета Министров УССР.
С мая 1991 — Государственный секретарь Кабинета Министров Украины.
Февраль — октябрь 1992 — Министр Кабинета Министров Украины.
Октябрь 1992 — ноябрь 1994 — вице-президент государственной строительной корпорации «Укрбуд».
1998-2000 — главный эксперт по инвестиционных программ и капитального строительства ДП «Мазда Моторс Украина», г. Киев.
2000-2001 — заместитель председателя — руководитель секретариата Партии регионального возрождения Украины, руководитель аппарата Партии регионов.
2001-2002 — заместитель председателя Партии регионов — руководитель центрального аппарата.
Член политисполкома ПРВУ (с марта 1999), заместитель председателя ПРВУ (октябрь 1997 — ноябрь 2000), член президиума Политсовета ПРВУ; член президиума Партии регионального возрождения «Трудовая солидарность Украины», руководитель центрального аппарата Партии регионов (с ноября 2000), руководитель центрального аппарата — заместитель председателя Партии регионов (с декабря 2001).
Заслуженный строитель Украины (июнь 2004). Ордена Трудового Красного Знамени (май 1976- май 1981), Дружбы народов (июль 1986). Орден «За заслуги» III степени (июнь 1999). Медали.

## Семья
Жена — инженер-технолог; сын — радиотехник; дочь — художник-модельер.
Увлечения: шахматы, теннис.